# Glyphocarpus
Glyphocarpa es un género de musgos hepáticas de la familia Bartramiaceae. Comprende 24 especies descritas y de estas, solo 23 aceptadas.

## Taxonomía
El género fue descrito por R.Br. ex Brid. y publicado en Bryologia Universa 2: 90. 1827.

## Especies aceptadas
A continuación se brinda un listado de las especies del género Glyphocarpus aceptadas hasta diciembre de 2014, ordenadas alfabéticamente. Para cada una se indica el nombre binomial seguido del autor, abreviado según las convenciones y usos.	
- Glyphocarpus abyssinicus (Müll. Hal.) Hampe ex A. Jaeger
- Glyphocarpus affinis (Hook.) A. Jaeger
- Glyphocarpus baueri (Hampe) A. Jaeger
- Glyphocarpus capensis (R. Br.) Brid.
- Glyphocarpus compactus (Hornsch.) A. Jaeger
- Glyphocarpus curtus (Hampe) A. Jaeger
- Glyphocarpus cygneus (Mont.) A. Jaeger
- Glyphocarpus erectus (Mitt.) A. Jaeger
- Glyphocarpus glaziovii (Hampe) A. Jaeger
- lyphocarpus insertus (Sull. & Lesq.) A. Jaeger
- Glyphocarpus intertextus (Besch.) A. Jaeger
- Glyphocarpus krausei (Müll. Hal.) A. Jaeger
- Glyphocarpus laevisphaerus (Taylor) A. Jaeger
- Glyphocarpus lindigii (Hampe) A. Jaeger
- Glyphocarpus lutescens (Hampe) M. Fleisch.
- Glyphocarpus marionensis (Mitt.) Paris
- Glyphocarpus menziesii (Turner) A. Jaeger
- Glyphocarpus microdontus (Mitt.) Paris
- Glyphocarpus patulus (Mitt.) A. Jaeger
- Glyphocarpus pusillus (Hook. f. & Wilson) A. Jaeger
- Glyphocarpus roylei (Hook. f.) A. Jaeger
- Glyphocarpus setifolius (Hook. & Arn.) A. Jaeger
- Glyphocarpus strumosus (Hampe) A. Jaeger